# Eclesio de Rávena
Eclesio (fallecido en 532) fue obispo de Rávena entre los años 522 y 532. Es conocido principalmente por ser el fundador de la Iglesia de San Vital en Ravena.

## Biografía
Eclesius fue el vigésimo tercer obispo de Ravena según los textos de Agnello de Ravena del siglo IX y, aunque hay poca información sobre su biografía, lo más probable es que haya nacido en la zona. Considerando que su antecesor Aureliano había fallecido el 22 de mayo de 521, que su sucesor fue nombrado en febrero de 533 y que la duración de su obispado según varios estudios habría sido de diez años, cinco meses y siete días es posible identificarlo en un período que va del 522 al 533.
Eclesio fue uno de los obispos que se unió al Papa Juan I en 525 cuando fue enviado por Teodorico el Grande a Constantinopla para expresar su oposición al edicto del emperador bizantino Justino I contra el cristianismo arriano.
A su regreso a Ravena, Eclesio entró en conflicto con un grupo de sacerdotes locales, quienes protestaron contra el obispo ante el papa Félix IV. Félix, en cambio, reprendió al clero disidente y reafirmó la autoridad de Eclesio en una carta conservada por el historiador Agnello de Ravena.
Fue también, tras su regreso de Oriente, que Eclesio comenzó la construcción de la famosa Iglesia de San Vital con el apoyo de Juliano el Banquero. También comenzó la construcción de la Iglesia de Santa María la Mayor en la misma ciudad y aproximadamente por la misma época.
Eclesio falleció en 532 y sus restos se conservan en la Iglesia de San Vital. Fue sucedido por Ursicino como obispo de Rávena.